# Campigny (Calvados)
Campigny é uma comuna francesa na região administrativa da Normandia, no departamento de Calvados. Estende-se por uma área de 5,61 km². Em 2010 a comuna tinha 186 habitantes (densidade: 33,2 hab./km²).